# Tauriobia insueta
Tauriobia insueta är en spindeldjursart som beskrevs av Livshits och P. Mitrofanov 1967. Tauriobia insueta ingår i släktet Tauriobia och familjen Tetranychidae. Inga underarter finns listade i Catalogue of Life.